# Didier Guyvarc'h
Didier Guivarc'h, né en 1949, est un historien français, professeur agrégé, maître de conférences d'histoire moderne à l'IUFM de Rennes.

## Biographie
Il est membre du conseil scientifique du musée d'histoire de Nantes, et chercheur associé au centre de recherches historiques sur les sociétés et cultures de l'Ouest européen (CRHISCO) de l'université Rennes 2.
Il participe, en 1987, à la création de l'association Nantes-Histoire.

## Publications

### Ouvrages
- Moi Marie-Rocher, écolière en guerre : dessins d’enfants, 1914-1918, Rennes, Éditions Apogée, coll. « Moi », 1993, 86 p. (ISBN 2-909275-21-3) [compte rendu sur Persée]
- La construction de la mémoire d'une ville. Nantes. 1914-1992., Presses universitaires du Septentrion, 1997, 782 p. Il s'agit d'une thèse, soutenue à l'université de Rennes 2 en 1994.

### En collaboration
- avec Alain Croix, Guide de l’histoire locale, Paris, Seuil, 1990, 347 p. (ISBN 2-02-012395-9) [compte rendu sur Persée]
- « 14/ Nantes au XIXe et au XXe siècle : du port vécu au port rêvé », dans Collectif, Anne de Bretagne, une histoire, un mythe : catalogue de l'exposition, Nantes/Paris, musée du château des ducs de Bretagne / Somogy, 2011, 208 p. (ISBN 978-2-7572-0063-6).
- avec Alain Croix, « 15/ Un reliquaire pour exprimer quoi ? », dans Collectif, Anne de Bretagne, une histoire, un mythe : catalogue de l'exposition, Nantes/Paris, musée du château des ducs de Bretagne / Somogy, 2011, 208 p. (ISBN 978-2-7572-0063-6).
- avec Loïc Le Gac, En vie, en joue, enjeux : Les 50 otages, Hist Travail, 2021, 170 p. (ISBN 978-2-912228-38-3)[2].

### Contributions
- « Nantes au XIXe et au XXe siècle : du port vécu au port rêvé », dans Rançois Roudaut (dir.) et al., La ville maritime : temps, espaces et représentations, université de Bretagne Occidentale, 1996, 358 p. (ISBN 9782901737247).
- Alain Croix (dir.) et Jean-Yves Veillard (dir.), Dictionnaire du patrimoine breton, Rennes, Éditions Apogée, 2000, 1103 p. (ISBN 2-84398-084-4), Lorient, avec Gérard Le Bouëdec.
- Olivier Pétré-Grenouilleau, Nantes : Histoire et géographie contemporaine, Plomelin, Éditions Palantines, 2008, 2e éd., 300 p. (ISBN 978-2-35678-000-3), p. 228, Les Cinquante otages et 232, Nantes : Naoned ?.